# Lev Ivanovics Jasin
Lev Ivanovics Jasin (oroszul: Лев Иванович Яшин; Moszkva, 1929. október 22. – Moszkva, 1990. március 20.) szovjet válogatott labdarúgókapus. Máig az egyetlen a posztján, aki elnyerte az Aranylabdát.
Becenevei: Dél-Amerikában a „Fekete Pók”, Európában az „Orosz Párduc”. Az IFFHS szavazásán elnyerte a 20. század legjobb kapusa címet.

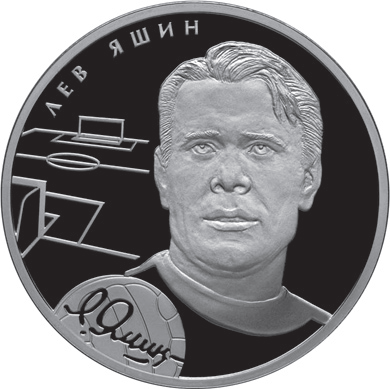
3 rubeles, Jasin emlékérme 2009-ből

## Jellemzés
Eusébio az évszázad kapusaként jellemzi. Tartalékkapusként koptatta a Gyinamo Moszkva kispadját. Nagyon szerette a jégkorongot, védett a Gyinamo Moszkva hokicsapatában, és majdnem ott is ragadt. A labdarúgócsapat első számú kapusa megsérült, így 23 évesen végre lehetőséget kapott. Tehetségének, elszántságának, akaratának köszönhetően ott is maradt. Egy év múlva már a válogatottban védett. Kiváló sportember és a játék nagykövete volt.

## Csapatban
Egész pályafutása alatt, 1949–1971 között a moszkvai Gyinamóban játszott. Ez idő alatt a csapat ötször lett szovjet bajnok és háromszor kupagyőztes. Az 1953-as szezonban jégkorongkapusként is bajnok lett a csapattal.

## A szovjet válogatottban
1954-től a szovjet válogatott kapusa. A szereplésével a válogatott 1956-ban olimpiai bajnokságot, 1960-ban Európa-bajnokságot szerzett. A szovjet csapat tagjaként három világbajnokságon játszott (1958, 1962, 1966).
A búcsúmérkőzése a moszkvai Lenin-stadionban volt, 100 000 néző előtt, olyan világsztárokkal, mint Pelé, Eusébio és Franz Beckenbauer.

## Egyéb
- a szovjet Sportminisztérium labdarúgóosztályának vezetője lett, később
- a szovjet Sportminisztérium elnökhelyettese

## Halála
1990. március 20-án hunyt el daganat következtében.

## Sikerei, díjai
- 1963 Aranylabda (az egyedüli kapus, aki valaha is elnyerte azt)
- 1967-ben Lenin-díjat kapott, a második legnagyobb szovjet kitüntetést
- 1960,1963,1966 3-szor a Szovjetunió legjobb kapusa
- 1986 NOB Olimpiai kitüntetés
- 1988 FIFA Arany Érdemrend
- 1989 Szocialista Munka Hőse
- 2000 FIFA A század kapusa cím
- A FIFA Lev Jasin-díjat alapított az emlékére, ezt a díjat a világbajnokság legjobb kapusa kapja

## Statisztika
- 812 mérkőzés
- 326 mérkőzés az FC Gyinamo Moszkva első csapatával
- 78 mérkőzés a szovjet válogatottal
- 1949–1971: 22 hivatalos évad ugyanabban a klubban
- 1 bajnoki cím a szovjet jégkorong bajnokságban
- 5 első, 5 második, 1 harmadik hely a szovjet labdarúgó bajnokságban
- 3-szoros szovjet kupagyőztes
- 1 olimpiai aranyérem
- 1 Európa-bajnoki aranyérem